# Aceratoneuromyia polita
Aceratoneuromyia polita är en stekelart som beskrevs av Graham 1991. Aceratoneuromyia polita ingår i släktet Aceratoneuromyia och familjen finglanssteklar.
Artens utbredningsområde är Italien. Inga underarter finns listade i Catalogue of Life.